# Dolomedes pegasus
Espèce
Dolomedes pegasus est une espèce d'araignées aranéomorphes de la famille des Dolomedidae.

## Distribution
Cette espèce est endémique du Japon. Elle se rencontre dans les préfectures d'Aomori et de Yamagata.

## Description
La femelle holotype mesure 22,25 mm et le mâle paratype 13,63 mm.

## Systématique et taxinomie
Cette espèce a été décrite par Tanikawa en 2012.

## Étymologie
Son nom d'espèce lui a été donné en référence à Pégase.

## Publication originale
- Tanikawa, 2012 : « Further notes on the spiders of the genus Dolomedes (Araneae: Pisauridae) from Japan. » Acta Arachnologica, vol. 61, p. 11-17.